# Trey Murphy III
Pour les articles homonymes, voir Trey et Murphy.
Kenneth "Trey" Murphy III, né le 18 juin 2000 à Durham en Caroline du Nord, est un joueur américain de basket-ball évoluant au poste d'ailier voire d'ailier fort.

## Biographie

### Carrière universitaire
Entre 2018 et 2020, il joue pour les Owls de Rice. Il est ensuite transféré vers les Cavaliers de la Virginie en mars 2020.
Le 21 juin 2021, il annonce qu'il se présente à la draft.

### Carrière professionnelle

#### Pelicans de La Nouvelle-Orléans (depuis 2021)
Il est choisi par les Grizzlies de Memphis puis envoyé aux Pelicans de La Nouvelle-Orléans en 17e position.
En octobre 2024, Murphy signe une prolongation de son contrat avec les Pelicans : la prolongation court sur 4 saisons (à partir de 2025 jusqu'en 2029) pour un montant de 112 millions de dollars.

## Statistiques

### Universitaires
Les statistiques de Trey Murphy III en matchs universitaires sont les suivantes :
| Saison    | Équipe   | Matchs | Titul. | Min./m | % Tir | % 3pts | % LF | Rbds/m. | Pass/m. | Int/m. | Ctr/m. | Pts/m. |
| --------- | -------- | ------ | ------ | ------ | ----- | ------ | ---- | ------- | ------- | ------ | ------ | ------ |
| 2018-2019 | Rice     | 32     | 1      | 20,6   | 44,2  | 42,1   | 72,5 | 2,56    | 0,69    | 0,47   | 0,50   | 8,41   |
| 2019-2020 | Rice     | 29     | 22     | 30,2   | 43,4  | 36,8   | 82,4 | 5,48    | 1,24    | 0,93   | 0,55   | 13,72  |
| 2020-2021 | Virginie | 25     | 21     | 29,6   | 50,3  | 43,3   | 92,7 | 3,40    | 1,20    | 0,80   | 0,44   | 11,28  |
| Carrière  | Carrière | 86     | 44     | 26,4   | 45,5  | 40,1   | 81,9 | 3,79    | 1,02    | 0,72   | 0,50   | 11,03  |

### Professionnelles

#### Saison régulière
| Saison    | Équipe              | Matchs | Titul. | Min./m | % Tir | % 3pts | % LF | Rbds/m. | Pass/m. | Int/m. | Ctr/m. | Pts/m. |
| --------- | ------------------- | ------ | ------ | ------ | ----- | ------ | ---- | ------- | ------- | ------ | ------ | ------ |
| 2021-2022 | La Nouvelle-Orléans | 62     | 1      | 13,9   | 39,4  | 38,2   | 88,2 | 2,40    | 0,60    | 0,40   | 0,10   | 5,40   |
| 2022-2023 | La Nouvelle-Orléans | 79     | 65     | 31,0   | 48,4  | 40,6   | 90,5 | 3,60    | 1,40    | 1,10   | 0,50   | 14,50  |
| 2023-2024 | La Nouvelle-Orléans | 57     | 23     | 29,7   | 44,3  | 38,0   | 81,5 | 4,90    | 2,20    | 0,90   | 0,50   | 14,80  |
| 2024-2025 | La Nouvelle-Orléans | 53     | 51     | 35,0   | 45,4  | 36,1   | 88,7 | 5,10    | 3,50    | 1,10   | 0,70   | 21,20  |
| Carrière  | Carrière            | 251    | 140    | 27,3   | 45,4  | 38,3   | 87,5 | 3,90    | 1,80    | 0,90   | 0,50   | 13,70  |

#### Playoffs
| Saison   | Équipe              | Matchs | Titul. | Min./m | % Tir | % 3pts | % LF | Rbds/m. | Pass/m. | Int/m. | Ctr/m. | Pts/m. |
| -------- | ------------------- | ------ | ------ | ------ | ----- | ------ | ---- | ------- | ------- | ------ | ------ | ------ |
| 2022     | La Nouvelle-Orléans | 6      | 0      | 20,0   | 40,9  | 47,4   | 80,0 | 2,50    | 0,50    | 0,50   | 0,20   | 5,20   |
| 2024     | La Nouvelle-Orléans | 4      | 4      | 42,0   | 37,5  | 33,3   | –    | 6,50    | 2,30    | 1,30   | 1,50   | 11,50  |
| Carrière | Carrière            | 10     | 4      | 28,8   | 38,6  | 38,8   | 80,0 | 4,10    | 1,20    | 0,80   | 0,70   | 7,70   |

## Records sur une rencontre en NBA
Les records personnels de Trey Murphy III en NBA sont les suivants, :
| Type de statistique        | Saison régulière | Saison régulière          | Saison régulière | Playoffs | Playoffs          | Playoffs      |
| Type de statistique        | Record           | Adversaire                | Date             | Record   | Adversaire        | Date          |
| -------------------------- | ---------------- | ------------------------- | ---------------- | -------- | ----------------- | ------------- |
| Points                     | 41               | Trail Blazers de Portland | 12 mars 2023     | 12       | Suns de Phoenix   | 28 avril 2022 |
| Paniers marqués            | 13               | Trail Blazers de Portland | 12 mars 2023     | 4        | Suns de Phoenix   | 28 avril 2022 |
| Paniers tentés             | 24               | @ Heat de Miami           | 1er janvier 2025 | 7        | 2 fois            | 2 fois        |
| Paniers à 3 points réussis | 10               | 2 fois                    | 2 fois           | 4        | Suns de Phoenix   | 28 avril 2022 |
| Paniers à 3 points tentés  | 15               | @ Heat de Miami           | 1er janvier 2025 | 7        | Suns de Phoenix   | 28 avril 2022 |
| Lancers francs réussis     | 9                | 2 fois                    | 2 fois           | 2        | 2 fois            | 2 fois        |
| Lancers francs tentés      | 12               | @ Mavericks de Dallas     | 15 janvier 2024  | 3        | Suns de Phoenix   | 24 avril 2022 |
| Rebonds offensifs          | 4                | 6 fois                    | 6 fois           | 2        | Suns de Phoenix   | 24 avril 2022 |
| Rebonds défensifs          | 10               | Bulls de Chicago          | 25 février 2024  | 3        | 3 fois            | 3 fois        |
| Rebonds totaux             | 11               | Bucks de Milwaukee        | 28 mars 2024     | 4        | @ Suns de Phoenix | 17 avril 2022 |
| Passes décisives           | 11               | @ Kings de Sacramento     | 13 février 2025  | 2        | @ Suns de Phoenix | 17 avril 2022 |
| Interceptions              | 4                | Hornets de Charlotte      | 23 mars 2023     | 3        | @ Suns de Phoenix | 19 avril 2022 |
| Contres                    | 3                | 3 fois                    | 3 fois           | 1        | @ Suns de Phoenix | 26 avril 2022 |
| Balles perdues             | 3                | @ Thunder d'Oklahoma City | 13 février 2023  | 1        | Suns de Phoenix   | 28 avril 2022 |
| Minutes jouées             | 46               | Grizzlies de Memphis      | 5 avril 2023     | 26       | @ Suns de Phoenix | 17 avril 2022 |

- Double-double : 5
- Triple-double : 0

Dernière mise à jour : 13 février 2025